# N. Murray Edwards
N. Murray Edwards, född 10 december 1959, är en kanadensisk företagsledare som är ägare, styrelseordförande och president för Edco Financial Holdings Ltd. och styrelseordförande för petroleumbolaget Canadian Natural Resources Limited. Han är också majoritetsägare och styrelseordförande för holdingbolaget Calgary Sports and Entertainment Corporation som agerar ägarbolag till bland annat ishockeyorganisationen Calgary Flames i den nordamerikanska ishockeyligan National Hockey League.
Edwards är rankad av den amerikanska ekonomitidskriften Forbes som den 25:e rikaste kanadensaren och 1367:e rikaste personen i världen med en förmögenhet på $1,78 miljarder.